# HD 142022
HD 142022 es una estrella binaria situada en la constelación de Octans, visualmente a 42 minutos de arco de ρ Octantis. Tiene magnitud aparente +7,69, por lo que no es observable a simple vista. En 2005 se descubrió un planeta extrasolar orbitando alrededor de la componente principal de este sistema estelar.

## HD 142022 A
La componente principal, HD 142022 A, es una estrella amarilla subgigante o en las etapas finales de la secuencia principal; su tipo espectral es G9IV-V, aunque también ha sido clasificada como K0V.
Tiene una temperatura efectiva de 5499 ± 27 K y es prácticamente igual de luminosa que el Sol.
Gira sobre sí misma con una velocidad de rotación proyectada —límite inferior de la misma— de 1,2 km/s.
Posee una masa de 0,99 masas solares y es una estrella antigua, con una edad aproximada de 12.000 millones de años.
La metalicidad de HD 142022 A, dato estrechamente relacionado con la presencia de sistemas planetarios, es superior a la solar en un 55% ([Fe/H] = +0,19).
Otros elementos como níquel, magnesio y silicio son también más abundantes que en nuestra estrella.

## HD 142022 B
La estrella secundaria, HD 142022 B, es una enana naranja de tipo K7 y magnitud +11,2.
Constituye una binaria amplia con HD 142022 A; la separación visual entre ellas es de 22 segundos de arco, habiendo permanecido constante desde 1920 hasta 2000, lo que pone de manifiesto que ambas estrellas forman un verdadero sistema binario.
La separación proyectada entre ambas estrellas es de 820 UA.
El sistema se encuentra a 112 años luz del sistema solar.

## Sistema planetario
En 2005 fue descubierto un planeta extrasolar en torno a HD 142022 A utilizando el espectrógrafo CORALIE instalado en el Observatorio de La Silla (Chile).
Denominado HD 142022 A b, tiene una masa mínima 5,1 veces mayor que la de Júpiter.
Se mueve a una distancia media de 3 UA respecto a la estrella y su órbita es marcadamente excéntrica (ε = 0,53).
Completa una vuelta alrededor de HD 142022 A cada 1928 días.
| Acompañante (En orden desde la estrella) | Masa (MJ)   | Período orbital (días) | Semieje mayor (UA) | Excentricidad |
| ---------------------------------------- | ----------- | ---------------------- | ------------------ | ------------- |
| HD 142022 A b                            | > 5,1 ± 2,6 | 1928 ± 53              | 3,03 ± 0,005       | 0,53 ± 0,23   |

Con el fin de estudiar la composición de hipotéticos planetas terrestres, se han evaluado las relaciones C/O y Mg/Si en HD 142022 A.
La relación C/O es 0,91, lo que implica que, a diferencia del Sistema Solar, el carbono se encuentra en forma de grafito y carburos (carburo de titanio y carburo de silicio).
Silicatos de hierro y magnesio como olivino y piroxeno también estarían presentes en las regiones más alejadas de la estrella.